# Medal „70-lecia wyzwolenia Ukrainy spod okupacji faszystowskiej”
Medal „70 lat wyzwolenia Ukrainy od faszystowskich najeźdźców” (ukr. Медаль «70 років визволення України від фашистських загарбників») – ukraińskie odznaczenie państwowe, ustanowione 28 października 2014 dla uczczenia 70. rocznicy wyzwolenia Ukrainy spod hitlerowskiej okupacji.